# Specie di Anapidae
Di seguito sono elencate tutte le 153 specie della famiglia di ragni Anapidae descritte al dicembre 2012.

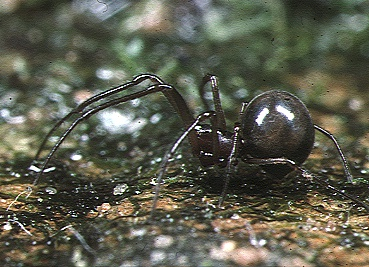
Conculus lyugadinus, femmina

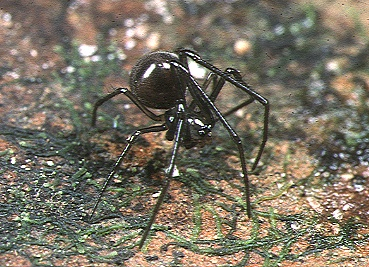
Conculus lyugadinus, maschio

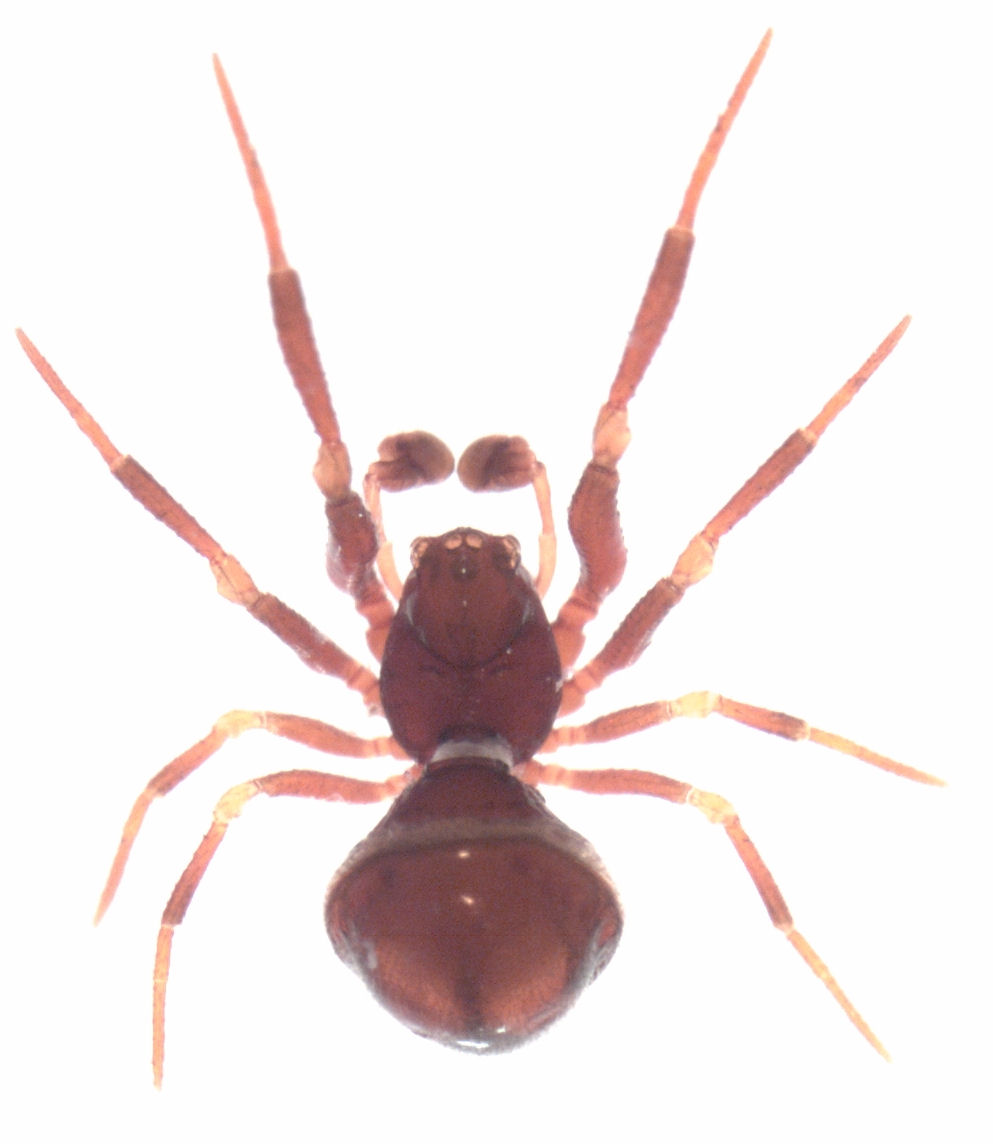
Novanapis spinipes, maschio, vista dorsale

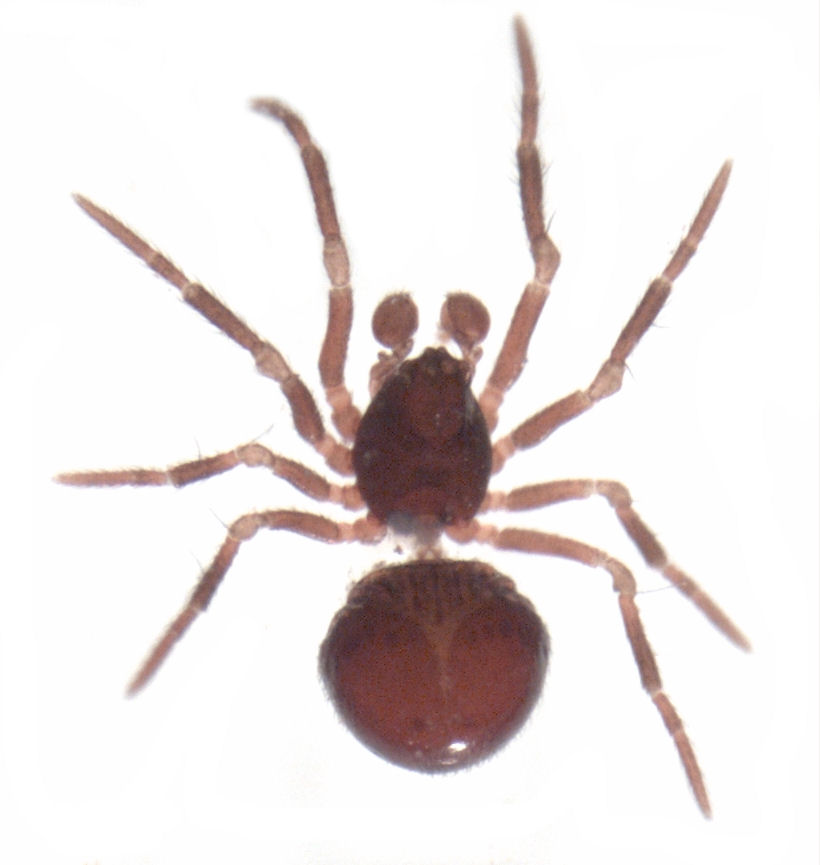
Zealanapis sp., maschio adulto, vista dorsale

## Acrobleps
Acrobleps Hickman, 1979
- Acrobleps hygrophilus Hickman, 1979 — Tasmania

## Anapis
Anapis Simon, 1895
- Anapis amazonas Platnick & Shadab, 1978 — Colombia
- Anapis anchicaya Platnick & Shadab, 1978 — Colombia
- Anapis atuncela Platnick & Shadab, 1978 — Colombia
- Anapis calima Platnick & Shadab, 1978 — Colombia
- Anapis caluga Platnick & Shadab, 1978 — Perù
- Anapis castilla Platnick & Shadab, 1978 — Perù, Brasile
- Anapis chiriboga Platnick & Shadab, 1978 — Ecuador
- Anapis choroni Platnick & Shadab, 1978 — Venezuela
- Anapis circinata (Simon, 1895) — Venezuela
- Anapis digua Platnick & Shadab, 1978 — Colombia
- Anapis discoidalis (Balogh & Loksa, 1968) — Brasile
- Anapis felidia Platnick & Shadab, 1978 — Colombia
- Anapis guasca Platnick & Shadab, 1978 — Colombia
- Anapis heredia Platnick & Shadab, 1978 — Costa Rica
- Anapis hetschki (Keyserling, 1886) — Brasile
- Anapis keyserlingi Gertsch, 1941 — Panama
- Anapis meta Platnick & Shadab, 1978 — Colombia
- Anapis mexicana Forster, 1958 — Messico, Belize
- Anapis minutissima (Simon, 1903) — Giamaica
- Anapis monteverde Platnick & Shadab, 1978 — Costa Rica
- Anapis nevada Müller, 1987 — Colombia
- Anapis saladito Platnick & Shadab, 1978 — Colombia

## Anapisona
Anapisona Gertsch, 1941
- Anapisona aragua Platnick & Shadab, 1979 — Colombia, Venezuela
- Anapisona ashmolei Platnick & Shadab, 1979 — Ecuador
- Anapisona bolivari Georgescu, 1987 — Venezuela
- Anapisona bordeaux Platnick & Shadab, 1979 — Isole Vergini, Brasile
- Anapisona furtiva Gertsch, 1941 — Panama
- Anapisona guerrai Müller, 1987 — Colombia
- Anapisona hamigera (Simon, 1897) — Panama, Colombia, Venezuela, Saint Vincent
- Anapisona kartabo Forster, 1958 — Guyana
- Anapisona kethleyi Platnick & Shadab, 1979 — Messico, Costa Rica
- Anapisona pecki Platnick & Shadab, 1979 — Ecuador
- Anapisona platnicki Brignoli, 1981 — Brasile
- Anapisona schuhi Platnick & Shadab, 1979 — Brasile
- Anapisona simoni Gertsch, 1941 — Panama

## Borneanapis
Borneanapis Snazell, 2009
- Borneanapis belalong Snazell, 2009 — Borneo

## Caledanapis
Caledanapis Platnick & Forster, 1989
- Caledanapis dzumac Platnick & Forster, 1989 — Nuova Caledonia
- Caledanapis insolita (Berland, 1924) — Nuova Caledonia
- Caledanapis peckorum Platnick & Forster, 1989 — Nuova Caledonia
- Caledanapis pilupilu (Brignoli, 1981) — Nuova Caledonia
- Caledanapis sera Platnick & Forster, 1989 — Nuova Caledonia
- Caledanapis tillierorum Platnick & Forster, 1989 — Nuova Caledonia

## Chasmocephalon
Chasmocephalon O. P.-Cambridge, 1889
- Chasmocephalon acheron Platnick & Forster, 1989 — Victoria
- Chasmocephalon alfred Platnick & Forster, 1989 — Victoria
- Chasmocephalon eungella Platnick & Forster, 1989 — Queensland
- Chasmocephalon flinders Platnick & Forster, 1989 — Australia occidentale
- Chasmocephalon iluka Platnick & Forster, 1989 — Australia orientale
- Chasmocephalon neglectum O. P.-Cambridge, 1889 — Australia occidentale
- Chasmocephalon pemberton Platnick & Forster, 1989 — Australia occidentale
- Chasmocephalon tingle Platnick & Forster, 1989 — Australia occidentale

## Comaroma
Comaroma Bertkau, 1889
- Comaroma hatsushibai Ono, 2005 — Giappone
- Comaroma maculosa Oi, 1960 — Cina, Corea, Giappone
- Comaroma mendocino (Levi, 1957) — USA
- Comaroma nakahirai (Yaginuma, 1959) — Giappone
- Comaroma simoni Bertkau, 1889 — Europa
- Comaroma tongjunca Zhang & Chen, 1994 — Cina

## Conculus
Conculus Komatsu, 1940
- Conculus grossus (Forster, 1959) — Nuova Guinea
- Conculus lyugadinus Komatsu, 1940 — Corea, Giappone
- Conculus simboggulensis Paik, 1971 — Corea

## Crassanapis
Crassanapis Platnick & Forster, 1989
- Crassanapis calderoni Platnick & Forster, 1989 — Cile
- Crassanapis cekalovici Platnick & Forster, 1989 — Cile, Argentina
- Crassanapis chaiten Platnick & Forster, 1989 — Cile
- Crassanapis chilensis Platnick & Forster, 1989 — Cile
- Crassanapis contulmo Platnick & Forster, 1989 — Cile

## Crozetulus
Crozetulus Hickman, 1939
- Crozetulus minutus Hickman, 1939 — Isole Crozet
- Crozetulus rhodesiensis Brignoli, 1981 — Namibia, Zimbabwe, Sudafrica
- Crozetulus rotundus (Forster, 1974) — Congo
- Crozetulus scutatus (Lawrence, 1964) — Sudafrica

## Dippenaaria
Dippenaaria Wunderlich, 1995
- Dippenaaria luxurians Wunderlich, 1995 — Sudafrica

## Elanapis
Elanapis Platnick & Forster, 1989
- Elanapis aisen Platnick & Forster, 1989 — Cile

## Enielkenie
Enielkenie Ono, 2007
- Enielkenie acaroides Ono, 2007 — Taiwan

## Forsteriola
Forsteriola Brignoli, 1981
- Forsteriola proloba (Forster, 1974) — Burundi, Ruanda
- Forsteriola rugosa (Forster, 1974) — Congo

## Gaiziapis
Gaiziapis Miller, Griswold & Yin, 2009
- Gaiziapis encunensis Lin & Li, 2012 — Cina
- Gaiziapis zhizhuba Miller, Griswold & Yin, 2009 — Cina

## Gertschanapis
Gertschanapis Platnick & Forster, 1990
- Gertschanapis shantzi (Gertsch, 1960) — USA

## Hickmanapis
Hickmanapis Platnick & Forster, 1989
- Hickmanapis minuta (Hickman, 1943) — Tasmania
- Hickmanapis renison Platnick & Forster, 1989 — Tasmania

## Mandanapis
Mandanapis Platnick & Forster, 1989
- Mandanapis cooki Platnick & Forster, 1989 — Nuova Caledonia

## Maxanapis
Maxanapis Platnick & Forster, 1989
- Maxanapis bartle Platnick & Forster, 1989 — Queensland
- Maxanapis bell Platnick & Forster, 1989 — Queensland
- Maxanapis bellenden Platnick & Forster, 1989 — Queensland
- Maxanapis burra (Forster, 1959) — Queensland, Nuovo Galles del Sud
- Maxanapis crassifemoralis (Wunderlich, 1976) — Queensland, Nuovo Galles del Sud
- Maxanapis dorrigo Platnick & Forster, 1989 — Nuovo Galles del Sud
- Maxanapis mossman Platnick & Forster, 1989 — Queensland
- Maxanapis tenterfield Platnick & Forster, 1989 — Queensland, Nuovo Galles del Sud
- Maxanapis tribulation Platnick & Forster, 1989 — Queensland

## Metanapis
Metanapis Brignoli, 1981
- Metanapis bimaculata (Simon, 1895) — Sudafrica
- Metanapis mahnerti Brignoli, 1981 — Kenya
- Metanapis montisemodi (Brignoli, 1978) — Nepal
- Metanapis plutella (Forster, 1974) — Congo
- Metanapis tectimundi (Brignoli, 1978) — Nepal

## Minanapis
Minanapis Platnick & Forster, 1989
- Minanapis casablanca Platnick & Forster, 1989 — Cile
- Minanapis floris Platnick & Forster, 1989 — Cile
- Minanapis menglunensis Lin & Li, 2012 — Cina
- Minanapis palena Platnick & Forster, 1989 — Cile, Argentina
- Minanapis talinay Platnick & Forster, 1989 — Cile

## Montanapis
Montanapis Platnick & Forster, 1989
- Montanapis koghis Platnick & Forster, 1989 — Nuova Caledonia

## Nortanapis
Nortanapis Platnick & Forster, 1989
- Nortanapis lamond Platnick & Forster, 1989 — Queensland

## Novanapis
Novanapis Platnick & Forster, 1989
- Novanapis spinipes (Forster, 1951) — Nuova Zelanda

## Octanapis
Octanapis Platnick & Forster, 1989
- Octanapis cann Platnick & Forster, 1989 — Nuovo Galles del Sud, Victoria
- Octanapis octocula (Forster, 1959) — Queensland

## Paranapis
Paranapis Platnick & Forster, 1989
- Paranapis insula (Forster, 1951) — Nuova Zelanda
- Paranapis isolata Platnick & Forster, 1989 — Nuova Zelanda

## Pecanapis
Pecanapis Platnick & Forster, 1989
- Pecanapis franckei Platnick & Forster, 1989 — Cile

## Pseudanapis
Pseudanapis Simon, 1905
- Pseudanapis aloha Forster, 1959 — Hawaii, Isole Caroline, Queensland
- Pseudanapis amrishi (Makhan & Ezzatpanah, 2011) — Suriname
- Pseudanapis benoiti Platnick & Shadab, 1979 — Congo
- Pseudanapis domingo Platnick & Shadab, 1979 — Ecuador
- Pseudanapis gertschi (Forster, 1958) — dal Messico a Panama
- Pseudanapis hoeferi Kropf, 1995 — Brasile
- Pseudanapis parocula (Simon, 1899) — Malaysia, Sumatra, Giava
- Pseudanapis plumbea Forster, 1974 — Congo
- Pseudanapis schauenbergi Brignoli, 1981 — Isole Mascarene
- Pseudanapis serica Brignoli, 1981 — Hong Kong
- Pseudanapis wilsoni Forster, 1959 — Nuova Guinea

## Queenslanapis
Queenslanapis Platnick & Forster, 1989
- Queenslanapis lamington Platnick & Forster, 1989 — Queensland

## Risdonius
Risdonius Hickman, 1939
- Risdonius barrington Platnick & Forster, 1989 — Nuovo Galles del Sud
- Risdonius lind Platnick & Forster, 1989 — Victoria
- Risdonius parvus Hickman, 1939 — dal Nuovo Galles del Sud alla Tasmania

## Sheranapis
Sheranapis Platnick & Forster, 1989
- Sheranapis bellavista Platnick & Forster, 1989 — Cile
- Sheranapis quellon Platnick & Forster, 1989 — Cile
- Sheranapis villarrica Platnick & Forster, 1989 — Cile

## Sinanapis
Sinanapis Wunderlich & Song, 1995
- Sinanapis crassitarsa Wunderlich & Song, 1995 — Cina
- Sinanapis lingituba Lin & Li, 2012 — Cina
- Sinanapis thaleri Ono, 2009 — Vietnam

## Sofanapis
Sofanapis Platnick & Forster, 1989
- Sofanapis antillanca Platnick & Forster, 1989 — Cile

## Spinanapis
Spinanapis Platnick & Forster, 1989
- Spinanapis darlingtoni (Forster, 1959) — Queensland
- Spinanapis frere Platnick & Forster, 1989 — Queensland
- Spinanapis julatten Platnick & Forster, 1989 — Queensland
- Spinanapis ker Platnick & Forster, 1989 — Queensland
- Spinanapis lewis Platnick & Forster, 1989 — Queensland
- Spinanapis monteithi Platnick & Forster, 1989 — Queensland
- Spinanapis thompsoni Platnick & Forster, 1989 — Queensland
- Spinanapis thornton Platnick & Forster, 1989 — Queensland
- Spinanapis yeatesi Platnick & Forster, 1989 — Queensland

## Tasmanapis
Tasmanapis Platnick & Forster, 1989
- Tasmanapis strahan Platnick & Forster, 1989 — Tasmania

## Victanapis
Victanapis Platnick & Forster, 1989
- Victanapis warburton Platnick & Forster, 1989 — Victoria

## Zangherella
Zangherella Caporiacco, 1949
- Zangherella algerica (Simon, 1895) — Italia, Algeria, Tunisia
- Zangherella apuliae (Caporiacco, 1949) — Italia, Grecia, Turchia
- Zangherella relicta (Kratochvíl, 1935) — Montenegro

## Zealanapis
Zealanapis Platnick & Forster, 1989
- Zealanapis armata (Forster, 1951) — Nuova Zelanda
- Zealanapis australis (Forster, 1951) — Nuova Zelanda
- Zealanapis conica (Forster, 1951) — Nuova Zelanda
- Zealanapis insula Platnick & Forster, 1989 — Nuova Zelanda
- Zealanapis kuscheli Platnick & Forster, 1989 — Nuova Zelanda
- Zealanapis matua Platnick & Forster, 1989 — Nuova Zelanda
- Zealanapis montana Platnick & Forster, 1989 — Nuova Zelanda
- Zealanapis otago Platnick & Forster, 1989 — Nuova Zelanda
- Zealanapis punta Platnick & Forster, 1989 — Nuova Zelanda
- Zealanapis waipoua Platnick & Forster, 1989 — Nuova Zelanda